# Bad Herrenalb
Bad Herrenalb là một đô thị ở huyện Calw, bang Baden-Württemberg, thuộc nước Đức. Đô thị Bad Herrenalb có diện tích 33,03 km². Bad Herrenalb tọa lạc ở phía bắc rừng Đen, 15 km về phía đông của Baden-Baden, 22 km về phía tây nam Pforzheim. Dân số thời điểm 31 tháng 12 năm 2020 là 8085 người.